# 岡山県道・兵庫県道385号高田上郡線
岡山県道・兵庫県道385号高田上郡線（おかやまけんどう・ひょうごけんどう385ごう たかたかみごおりせん）は、岡山県備前市吉永町から兵庫県赤穂郡上郡町に至る一般県道である。

## 概要
岡山県備前市吉永町高田と兵庫県赤穂郡上郡町八保甲を結ぶ。

### 路線データ
- 起点：岡山県備前市吉永町高田（岡山県道・兵庫県道368号吉永下徳久線交点）
- 終点：兵庫県赤穂郡上郡町八保甲（兵庫県道・岡山県道90号赤穂佐伯線交点）
- 総延長：7.9 km

## 歴史
- 1960年（昭和35年）3月18日 - 兵庫県告示第188号および岡山県告示第335号により認定される。
- 1970年代初頭 - 都道府県道標識導入に伴い固定番号が導入され、岡山県道128号・兵庫県道453号高田上郡線に改称する。
- 1994年（平成6年）4月1日 - 岡山県告示第255号により現行の路線番号に変更される（兵庫県側は告示なし）。これにより県道番号が統一される。
- 2005年（平成17年）3月22日 - 岡山県備前市と和気郡日生町・吉永町が合併して改めて備前市が発足したことに伴い起点の地名表記が変更される（和気郡吉永町高田→備前市吉永町高田）。

## 路線状況
岡山県側は全く自動車通行可能区間が存在せず、幻の県道と化している。
起点（岡山県道・兵庫県道368号吉永下徳久線との分岐点）には何の目印もないので起点を探し出すことは困難であるが、JR西日本山陽本線吉永駅方面から岡山県道・兵庫県道368号吉永下徳久線を走ってきた場合、6回目に八塔寺川を渡って少し進んだところで山（東）側に森の中に入っていくけもの道が見られる。実はそれが本路線である。横に小さな川が流れており入口の前に普通車1台分ほどのスペースがあるが、入口自体は鹿よけの柵で塞がれているため歩いて入る場合はそれを避けないと入れない。

### 未開通区間
- 岡山県
  - 備前市吉永町高田（起点） - 兵庫県赤穂郡上郡町行頭 間

## 地理

### 通過する自治体
- 岡山県
  - 備前市
- 兵庫県
  - 赤穂郡上郡町

### 交差する道路
| 交差する道路                        | 市町村名 | 市町村名 | 市町村名 | 交差する場所 | 交差する場所 |
| ----------------------------------- | -------- | -------- | -------- | ------------ | ------------ |
| 岡山県道・兵庫県道368号吉永下徳久線 | 岡山県   | 備前市   | 備前市   | 吉永町高田   | 起点         |
| 通行不能区間                        |          |          |          |              |              |
| 兵庫県道・岡山県道90号赤穂佐伯線    | 兵庫県   | 赤穂郡   | 上郡町   | 八保甲       | 終点         |

### 沿線
- 八塔寺川ダム
- 安室ダム
- 播磨自然高原船坂ゴルフ倶楽部
- 播磨自然高原
- 船坂郵便局

### 峠
- 岡山県
  - 才ヶ峠（備前市 - 兵庫県赤穂郡上郡町、自動車通行不能）